# Midland Township (Missouri)
Midland Township est un ancien township, situé dans le comté de  Saint-Louis, dans le Missouri, aux États-Unis,.